# Pleasure Point (Californie)
Pleasure Point est une census-designated place du comté de Santa Cruz, dans l'État de Californie, aux États-Unis,. En 2020, elle compte une population de 5 821 habitants.